# 印肿蟹蛛属
印肿蟹蛛属（学名：Indosmodicinus）是蟹蛛科下的一个属。

## 下属物种
本属包括以下物种：
- 孟加拉印肿蟹蛛 Indosmodicinus bengalensis Sen, Saha & Raychaudhuri, 2010